# Compartimento di Pisa
Il compartimento di Pisa fu una suddivisione amministrativa del Granducato di Toscana, costituita con la riforma amministrativa promossa dalla Legge del 20 novembre 1849. Derivava dall'antica provincia pisana annessa da Firenze nel XVI secolo che comprendeva  i capitanati di Volterra, Bibbona, Campiglia, Castiglione della Pescaia e Isola del Giglio e i vicariati di Vicopisano e di Lari. Confinava a nord con il compartimento di Lucca, a est con i compartimenti di Firenze e Siena, a sud con il compartimento di Grosseto, a ovest con il governo di Livorno e il Mar Tirreno. A nord tangeva inoltre in un brevissimo tratto (comune di Bientina) l'effimero compartimento di Pistoia.
Il compartimento derivava dalla preesistente provincia pisana che era stata riorganizzata nel 1776 con l'integrazione del capitanato di Livorno (1780) e aveva acquisito una conformazione assai simile a quella delle future province di Pisa e Livorno, esclusi il capoluogo labronico e alcuni comuni del circondario di San Miniato.
Era costituito dal capoluogo (Prefettura) da un Commissariato regio (Volterra) da cinque Vicariati (Vicopisano, Pontedera, Lari, Campiglia Marittima, Piombino) e da otto podesterie.
Le delegazioni di governo con competenze di polizia erano, nel circondario di Pisa, Lari, Pontedera, Rosignano, Vicopisano; nel circondario di Volterra, Castagneto, Campiglia, Piombino. Tale organizzazione amministrativa restò sostanzialmente immutata fino all'Unità d'Italia quando furono riorganizzate le varie province.